# Naruto: Ultimate Ninja Heroes
Naruto: Ultimate Ninja Heroes est un jeu vidéo de combat développé et édité par Namco Bandai Games, sorti en 2006 sur PlayStation Portable. Il est basé sur le célèbre manga Naruto.
Ce jeu n'est jamais sorti au Japon, il s'agit en réalité d'une version modifié de sa "suite" Ultimate Ninja Heroes 2, incluant uniquement le doublage anglais, moins de personnages et de modes de jeu. C'est une version créée pour le marché étranger. Ultimate Ninja Heroes 2, connu sous le titre Naruto Narutimate Portable Mugenjō no Maki au Japon est sorti en 2006 sur le marché nippon, soit plus d'un an avant cette version "light" du jeu. Il sortira ensuite en Europe et aux Etats-unis en 2008, ce qui en fait pour les joueurs du reste du monde une suite à ce premier épisode sur PSP, d'où le titre de Heroes 2.

## Système de jeu
Naruto:Ultimate Ninja Heroes est le premier jeu vidéo de Naruto sur Playstation Portable. Il a un gameplay similaire à celui de Naruto: Ultimate Ninja 2. Les arènes sont interactives et destructibles. Chaque personnage dispose de 3 techniques de combat et dans le mode Histoire, il est possible de choisir une équipe ou une équipe customisée que l'on crée en y mettant ses personnages favoris. L'Histoire du jeu suit les Examens Chûnins, la Destruction de Konoha et l'Invasion d'Akatsuki. En gros Naruto:Ultimate Ninja Heroes est en fait une adaptation sur PSP de Naruto: Ultimate Ninja 2.

## Personnages
Le jeu Naruto: Ultimate Ninja Heroes dispose de 20 personnages jouables qui auraient dû être 23 (Kabuto, Shizune et Hiruzen ont été retirés). Ci-dessous, la liste des personnages jouables et leurs modes d'éveils :
- Naruto Uzumaki (Kyûbi)
- Sasuke Uchiwa (Sceau Maudit)
- Sakura Haruno (Ultimate)
- Neji Hyûga (Byakugan)
- Rock Lee (Huit Portes)
- Tenten (Ultimate)
- Shino Aburame (Ultimate)
- Kiba Inuzuka (Homme-Bête)
- Hinata Hyûga (Byakugan)
- Ino Yamanaka (Ninja Wolfsbane)
- Shikamaru Nara (Ultimate)
- Chôji Akimichi (Expansion)
- Kakashi Hatake (Sharingan)
- Might Guy (Huit Portes)
- Gaara (Ultimate)
- Jiraya (Ultimate)
- Orochimaru (Sceau des 5 Eléments)
- Tsunade (Régénération)
- Itachi Uchiwa (Tsukuyomi)
- Kisame Hoshigaki (Requin)

## Équipes
Les joueurs disposent de 4 Équipes au départ: les équipes Kakashi, Gaï, Kurenai et Asuma. Les autres équipes se débloquent en rassemblant des personnages aux capacités spécifiques dans une même Équipe. Par Exemple: Naruto, Hinata et Lee donne "Unité des Durs Travailleurs".
- Sharingan (Itachi, Kakashi, Sasuke)
- Clan Hyûga (Neji, Hinata)
- Les génies (Neji, Sasuke, Shikamaru)
- Les entêtés (Naruto, Kiba, Chôji)
- Héritiers des convictions (Sasuke, Orochimaru)
- Akatsuki (Itachi, Kisame)
- Clan Uchiwa (Itachi, Sasuke)
- Sannin (Jiraya, Orochimaru, Tsunade)
- Les déserteurs (Itachi, Kisame, Orochimaru)
- Les déterminées (Sakura, Tenten, Ino)
- Unité des Durs Travailleurs (Naruto, Hinata, Lee)
- Solitaires (Gaara, Naruto, Sasuke)
- Fougueux de la jeunesse (Lee, Gaï)
- Rivaux éternels (Gaï, Kakashi)
- Les incorrigibles (Jiraya, Naruto)